# Star Made
『Star Made』（スター メイド）は、フォークデュオ・コブクロが2021年8月4日にリリースした通算10枚目のオリジナルアルバム。

## 概要
前作『TIMELESS WORLD』からおよそ5年2ヶ月ぶりとなる通算10枚目のアルバム。
シングルとしては「心」から「両忘」までの8曲が収録。シングルのカップリングは「君になれ」、「バトン」、「白雪」、そして配信シングルにもなっている「大阪SOUL」の4曲が収録。
アルバム表題曲の「Star Song」は2021年7月14日より先行で配信が開始されている。
初回限定盤のDVDには2020年10月11日に万博記念公園で開催された「大阪文化芸術フェス presents OSAKA GENKi PARK」のライブ映像7曲分を収録。
ファンサイト限定盤には、2021年5月22日に配信された「KOBUKURO FAN FESTA 2021 STREAMING LIVE」のライブ映像のDVDを収録。また、10枚目のアルバムを記念して、『10th Memorial Album Cover Discography Magnet Box』が付属。
今作のアルバムジャケットのデザインは、NIGOが担当。
なお、今作は2001年発売の1stアルバム『Roadmade』以来に黒田単独の作詞作曲の楽曲がない。
コブクロのアルバムとしては『MUSIC MAN SHIP』以来10作ぶりに年間TOP100入りを達成出来なかった。

## 収録曲
| 全編曲: コブクロ。 |                                 |                     |       |
| #                  | タイトル                        | 作詞・作曲          | 時間  |
| 1.                 | 「Star Song」                   | 小渕健太郎          | 4:48  |
| 2.                 | 「風をみつめて」                | 小渕健太郎          | 5:16  |
| 3.                 | 「卒業」                        | 小渕健太郎•黒田俊介 | 5:29  |
| 4.                 | 「ONE TIMES ONE」               | 小渕健太郎          | 5:09  |
| 5.                 | 「両忘」                        | 小渕健太郎          | 4:14  |
| 6.                 | 「灯ル祈リ」                    | 小渕健太郎•黒田俊介 | 4:47  |
| 7.                 | 「露光」                        | 小渕健太郎          | 4:45  |
| 8.                 | 「晴々」                        | 小渕健太郎          | 5:06  |
| 9.                 | 「夕紅」                        | 小渕健太郎          | 4:35  |
| 10.                | 「心」                          | 小渕健太郎          | 4:45  |
| 11.                | 「君になれ」                    | 小渕健太郎          | 5:09  |
| 12.                | 「大阪SOUL」                    | 小渕健太郎          | 4:41  |
| 13.                | 「白雪」                        | 小渕健太郎          | 4:23  |
| 14.                | 「バトン」                      | 小渕健太郎          | 6:00  |
| 15.                | 「Always (laughing with you.)」 | 小渕健太郎          | 4:44  |
| 合計時間:          | 合計時間:                       | 合計時間:           | 73:51 |

| #   | タイトル          | 作詞・作曲          |
| --- | ----------------- | ------------------- |
| 1.  | 「オープニング」  |                     |
| 2.  | 「大阪SOUL」      | 小渕健太郎          |
| 3.  | 「Million Films」 | 小渕健太郎          |
| 4.  | 「MC」            |                     |
| 5.  | 「卒業」          | 小渕健太郎•黒田俊介 |
| 6.  | 「桜」            | 小渕健太郎•黒田俊介 |
| 7.  | 「MC」            |                     |
| 8.  | 「灯ル祈リ」      | 小渕健太郎•黒田俊介 |
| 9.  | 「MC」            |                     |
| 10. | 「轍」            | 小渕健太郎          |
| 11. | 「MC」            |                     |
| 12. | 「どんな空でも」  | 小渕健太郎          |

| #   | タイトル                   | 作詞・作曲          |
| --- | -------------------------- | ------------------- |
| 1.  | 「オープニング」           |                     |
| 2.  | 「光」                     | 小渕健太郎          |
| 3.  | 「ベテルギウス」           | 小渕健太郎          |
| 4.  | 「MC」                     |                     |
| 5.  | 「待夢磨心-タイムマシン-」 | 小渕健太郎          |
| 6.  | 「コイン」                 | 小渕健太郎          |
| 7.  | 「NOTE」                   | 小渕健太郎          |
| 8.  | 「MC」                     |                     |
| 9.  | 「露光」                   | 小渕健太郎          |
| 10. | 「赤い糸」                 | 小渕健太郎          |
| 11. | 「MC」                     |                     |
| 12. | 「遠くで••」               | 小渕健太郎          |
| 13. | 「MC」                     |                     |
| 14. | 「卒業」                   | 小渕健太郎•黒田俊介 |
| 15. | 「同じ窓から見てた空」     | 小渕健太郎          |
| 16. | 「MC」                     |                     |
| 17. | 「LOVER'S SURF」           | 小渕健太郎          |
| 18. | 「白雪」                   | 小渕健太郎          |
| 19. | 「ストリートのテーマ」     | 小渕健太郎          |
| 20. | 「大阪SOUL」               | 小渕健太郎          |
| 21. | 「アンコールMC」           |                     |
| 22. | 「Star Song」              | 小渕健太郎          |

| #  | タイトル                                     | 作詞 | 作曲・編曲 |
| -- | -------------------------------------------- | ---- | ---------- |
| 1. | 「Making Movie of "FAN FESTA 2021" [BONUS]」 |      |            |

## 楽曲解説
1. Star Song
NHK「スポヂカラ」エンディングテーマソング。
2. 風をみつめて
30thシングル。テレビ東京開局55周年特別企画 ドラマBiz「ハラスメントゲーム」主題歌。
3. 卒業
31stシングル。
4. ONE TIMES ONE
29thシングル。アサヒ「もぎたて」CMソング。
5. 両忘
33rdシングル。
6. 灯ル祈リ
32ndシングル。カンテレ・フジテレビ系ドラマ「DIVER-特殊潜入班-」主題歌。
7. 露光
インディーズ時代の楽曲「赤い糸」のアンサーソング。この2曲には共通の歌詞がある。
8. 晴々
6作目の配信限定シングル。コブクロ20TH ANNIVERSARY SONG
ディップ 「バイトル」CMソング。H.I.S. CMソング。
9. 夕紅
10. 心
28thシングル。映像「ちょっと今から仕事やめてくる」主題歌。
11. 君になれ
29thシングルのカップリング曲。漫画「君になれ」コラボソング。
12. 大阪SOUL
7作目の配信限定シングル。また、31stシングルのカップリング曲。大阪マラソン公式テーマソング。
13. 白雪
30thシングルのカップリング曲。
14. バトン
29thシングルのカップリング曲。小野薬品TV-CMイメージソング。
15. Always (laughing with you.)

## 演奏
- 小渕健太郎
  - Vocal
  - Acoustic Guitar (#1.2.3.4.6-10.12.13.14.15)
  - Electric Guitar (#5.6.11.13)
  - Hand Clap (#1)
  - Strings Arrangement (#1.2.3.6.8.9.11-15)
  - Brass Arrangement (#1.12)
  - Orchestration Arrangement (#4.10)
  - Programming (#4)
- 黒田俊介：Vocal
- 笹路正徳
  - Strings Arrangement (#1.2.3.6.8.9.12.14.15)
  - Brass Arrangement (#1.12.15)
  - Orchestration Arrangement (#4.10)
  - Synthesizer (#4)
  - Piano (#10.12)
- 福原将宣：Electric Guitar (#1.2.4.6.7.8.9.11-15)
- 山口寛雄：Bass (#1.2.4.6.7.8.9.11-15)
- 河村“カースケ”智康：Drums (#1.4.7.9.11.12.13.15)
- 小田原豊：Drums (#2.8.14)
- 松浦基悦
  - Piano (#1.2.3.4.6.7.8.11.14.15)
  - Rhodes (#7)
  - Organ (#11.13)
  - Strings Arrangement (#11)
- 坂井“Lambsy”秀彰：Percussion (#1.2.4.6.7.8.9.11-15)
- 岸利至：Programming & Synthesizer (#1.4-10.12.13.14.15)
- 大嶋吾郎、今井マサキ、オオノリュータロー、木戸やすひろ、Raykay、鈴木佐江子、Eliana、SAK、藤田真由美、森加奈子：Choir (#12)
- 目黒グリークラブ、ミュージッククリエイション：Kids Choir (#12)
- 金原千恵子：1st Violin (#1.2.3.4.6.8.9.10.12.14.15)
- 矢野晴子：1st Violin (#1.2.4.6.8.9.10.12.14.15)
- 大林典代
  - 1st Violin (#1.2.3.4.8.9.10.12.15)
  - 2nd Violin (#6)
- 桑田穣：1st Violin (#1.2.3.6.8.9.10.12.15)
- 田島朗子：1st Violin (#1.10)
- 岩戸有紀子：1st Violin (#1.3.4.6.9.10.12)
- 冲祥子
  - 1st Violin (#2.4.8)
  - 2nd Violin (#9.12.15)
- 伊能修：1st Violin (#3.4.6.10.12.15)
- 入江茜
  - 1st Violin (#3)
  - 2nd Violin (#4.10)
- 小宮直：1st Violin (#4.10)
- 漆原直美：1st Violin & Strings Arrangement (#11.13)
- 藤堂昌彦：Violin (#11.13)
- 柳原有弥、石亀協子、納富彩歌：1st Violin (#11)
- 亀田夏絵
  - 1st Violin (#11)
  - 2nd Violin (#13)
- 村越麻希子：1st Violin (#13)
- 押鐘貴之
  - 2nd Violin (#1.3.6.8.10.12.15)
  - 1st Violin (#2.4)
- 栄田嘉彦：2nd Violin (#1.2.3.4.6.8.9.10.14.15)
- 黒木薫
  - 2nd Violin (#1.2.3.4.8.10.12.15)
  - 1st Violin (#6)
- 丸山明子
  - 2nd Violin (#1.2.4.6.8.10)
  - 1st Violin (#9.15)
- 桐山なぎさ：2nd Violin (#2.3.4.8.10.12.14)
- 梶谷裕子
  - 2nd Violin (#4)
  - Viola (#15)
- 金子由衣、島内晶子：2nd Violin (#9)
- 藤縄陽子：2nd Violin (#11.13)
- 牛山玲名、森本安弘：2nd Violin (#11)
- 城元絢花
  - 2nd Violin (#11)
  - Viola (#13)
- 古川原裕仁：Viola (#1.2.4.6.8.9.10.12.14)
- 徳高真奈美：Viola (#1.2.4.6.8.9.15)
- 山田雄司：Viola (#1.3.6)
- 榎戸崇浩：Viola (#2.3.4.8.10.12)
- 大沼幸江：Viola (#3.4.12.14)
- 渡部安見子：Viola (#3.10)
- 高嶋麻由：Viola (#9.10)
- 渡邉智生：Viola (#11.13)
- 菊地幹代、生野正樹、二木美里：Viola (#11)
- 細川亜維子：Viola (#15)
- 笠原あやの：Cello (#1.2.3.6.8.9.10.12.15)
- 植木昭雄：Cello (#1.2.3.6.8.9.10.15)
- 森田香織：Cello (#1.4.9.15)
- 堀沢真己：Cello (#2.3.4.8.12.14)
- 増本麻理：Cello (#3)
- 江口心一：Cello (#4.6)
- 木村隆哉：Cello (#4.10.12.14)
- 多井智紀：Cello (#10)
- 原口梓、中村潤：Cello (#11.13)
- 遠藤益民、奥泉貴圭：Cello (#11)
- 竹下欣伸、一本茂樹：Contrabass (#4.10)
- 朝川朋之：Harp (#4.10)
- ルイス・バジェ：Trumpet (#1.12.15)
- 小澤篤士：Trumpet (#1.12)
- 二井田ひとみ：Trumpet (#1)
- 伊藤駿、川田修一：Trumpet (#4)
- 辻本憲一：Trumpet & Piccolo Trumpet (#4)
- 中野勇介：Trumpet (#12)
- 菅家隆介、竹内悠馬：Trumpet (#15)
- 中川英二郎：Trombone (#1.4.12)
- 半田信英：Trombone (#1.4.15)
- 笹栗良太
  - Bass Trombone (#1)
  - Trombone (#15)
- 朝里勝久：Bass Trombone (#4)
- 山城純子：Bass Trombone (#12)
- 佐藤敬一朗：Bass Trombone (#15)
- 吉田治：Tenor Saxophone (#12)
- 高桑英世：Flute (#4.10)
- 森川道代
  - Flute (#4.10)
  - Piccolo (#4)
- 庄司さとし：Oboe (#4.10)
- 森枝繭子：Oboe (#4)
- 中ヒデヒト：Clarinet (#4.10)
- 福島広之：Clarinet & Bass Clarinet (#4)
- 今井仁志、野見山和子：Horn (#4.12)
- 石山直城、木村俊介：Horn (#4)
- 上間善之、鈴木優、梁川笑里：Horn (#10)
- 谷あかね：Horn (#12)
- 次田心平：Tuba (#4)
- 萱谷亮一：Timpani (#4)